# Dominic Parsons
Dominic Edward „Dom“ Parsons (* 8. September 1987) ist ein britischer Skeletonpilot.

## Werdegang
Dominic Parsons war 400-m-Läufer, ehe er 2007 über Adam Pengilly an der University of Bath zum Skeleton stieß. Bereits im Januar 2008 bestritt er seine ersten Europacup-Rennen und konnte in der darauf folgenden Saison in Igls erstmals unter die Top 10 fahren. Im Januar 2009 nahm er an den Juniorenweltmeisterschaften in Königssee teil und belegte den vierten Rang.
In der Saison 2009/10 bestritt er drei weitere Europacup-Rennen und erreichte bei der Juniorenweltmeisterschaft in St. Moritz erneut Rang vier. Im Winter 2010/11 trat Parsons im Intercontinentalcup an und belegte dort im Gesamtklassement Rang fünf. Danach kehrte er zunächst in den Europacup zurück und konnte in Winterberg seinen ersten Sieg feiern, woraufhin er erneut im Intercontinentalcup zum Einsatz kam.
Nach vier Podestplätzen in Folge im Intercontinentalcup 2012/13 einschließlich eines Siegs in Park City gab Parsons im Dezember 2012 in La Plagne sein Weltcup-Debüt. Bei der Skeleton-Weltmeisterschaft 2013 in St. Moritz belegte er den neunten Rang. In der Saison 2013/14 erreichte Parsons im ersten Saisonrennen in Calgary mit Platz drei seinen ersten Weltcup-Podestplatz. Er vertrat sein Heimatland bei den Olympischen Spielen 2014 in Sotschi und belegte dort den zehnten Rang. In der Saison 2014/15 wurde Parsons im Weltcup zweimal Vierter und erreichte sonst Plätze zwischen 7 und 14, womit er in der Gesamtwertung Fünfter wurde. Bei der Skeleton-Weltmeisterschaft 2015 in Winterberg belegte er den siebten Platz.
Sein bislang größter sportlicher Erfolg ist der Gewinn der Bronzemedaille bei den Olympischen Winterspielen 2018 in Pyeongchang.
Neben dem Leistungssport promoviert Dominic Parsons an der University of Bath in Maschinenbau.
Seit 2019 ist er mit Jaclyn Narracott verheiratet, die er als Trainer bei den Olympischen Winterspielen 2022 in Peking betreute.